# Вихід через сувенірну крамницю
«Вихід через сувенірну крамницю» (англ. Exit Through the Gift Shop) — документальний фільм Бенксі, в якому показано історію Тьєррі Ґуетта, французького емігранта в Лос-Анджелесі, та його стосунки зі стріт-артом.
Документальні кадри у фільмі зняв сам Тьєррі, який мав звичку фільмувати все, що відбувалося навколо нього. Сюжет починається зі знайомства Тьєррі з стрит-артом, яким займався його двоюрідний брат Інвадером. Після цього знайомства Тьєррі став протягом багатьох років знімати різні акції вуличних художників. За його словами, він робив це без якоїсь мети, хоча й казав художникам, що  готує документальний фільм. Коли він дізнався про Бенксі (відомого вуличного художника, що приховував будь-яку інформацію про себе), його метою стало взяти в нього інтерв'ю. Проте через таємничість Бенксі, Тьєррі ніяк не вдавалося відшукати художника, аж поки той сам випадково не опинився в Лос-Анджелесі, де вони й познайомилися. Якийсь час вони співпрацювали: Бенксі малював, Тьєррі це знімав. Пізніше Бенксі підштовхнув Тьєррі до малювання, і той став художником графіті під псевдо Mr. Brainwash (MBW).
Сам Бенксі також коментує фільм, його обличчя приховане, а голос змінений. Фільм був презентований 24 січня 2010 року на кінофестивалі «Санденс». Закадровий текст читає Ріс Іфанс (Rhys Ifans), автор музики — Джефф Барроу (Geoff Barrow). Попри дискусії щодо того, чи насправді фільм є документальним, чи лише псевдодокументальним, він був номінований на премію «Оскар 2011» у категорії «Найкращий документальний повнометражний фільм». На церемонію вручення премії «Оскар 2011» Бенксі відмовився прийти, бо організатори вимагали від художника відкрити своє обличчя. Раніше фільм узяв участь у Берлінале, де Бенксі у масці пройшов червоною доріжкою.